# Grupo de Forcados Amadores da Moita
O Grupo de Forcados Amadores da Moita foi fundado em 6 de agosto de 1905, tendo como primeiro cabo João Paiva. A estreia do grupo ocorreu na antiga praça de toiros da Moita, frente a um curro da ganadaria Manuel Cândido Pires. Os membros fundadores incluíam João Paiva (cabo), João Soeiro, João Marujo, João Filipe Carreira, Francisco Marujo, Luís Russo, Manuel Polpol e António Francisco Costa . 

No entanto, há também registos que indicam que o grupo foi reorganizado ou teve uma nova apresentação em 16 de julho de 1950, aquando da inauguração da atual Praça de Toiros Daniel do Nascimento, sob a liderança de João Soeiro . 
Portanto, embora a fundação original remonte a 1905 com João Paiva como primeiro cabo, o grupo teve uma significativa reestruturação ou reativação em 1950, sob o comando de João Soeiro.

## História
A tauromaquia na Moita do Ribatejo é bastante antiga. As Festas anuais, consideradas as maiores a nível taurino em Portugal, remontam a 1837. A primeira Praça de Toiros data de 1872, com o nome de Praça de Toiros de Nossa Senhora da Boa Viagem, ou Praça da Caldeira.
Há registo de diversas formações oriundas da Moita do Ribatejo. Em 1905 há registo de uma corrida com "forcados da vila" liderados por João Paiva.
O primeiro registo histórico da actual Grupo de Forcados Amadores da Moita data da inauguração da actual praça de toiros, a Praça de Toiros Daniel do Nascimento, em 16 de Julho de 1950, sob o comando do Cabo João Soeiro.
Por divergências políticas na sequência do 25 de Abril de 1974, deu-se uma cisão no Grupo, com diversos elementos a saírem dos Amadores da Moita para fundarem o Grupo de Forcados Amadores do Aposento da Moita em 25 de Maio de 1975.

## Cabos
1. João Soeiro (1950–1954)
2. Alberto Vieira (1954–1964)
3. Jacinto Vieira (1964–1966)
4. Agostinho Vieira (1966–1971)
5. António Carlos Dias (1971–1973)
6. António José Rodrigues (1973–1975 e 1982–1983)
7. João Manuel Santinho (1975–1981)
8. Domingos Coelho (1981–1982)
9. Eduardo Fernandes (1983–1986)
10. Carlos Palmeiro (1986–1988)
11. Fernando Rodrigues (1988–1993)
12. João Rocha (1993–1994)
13. João Monge (1994–1996)
14. Fernando Rodrigues (1996–2009)
15. Pedro Raposo (2009–2022)
16. João Raposo (2022-presente)